# Evangelisk Luthersk Netværk
Evangelisk Luthersk Netværk (ELN) blev oprettet i 2006 som et netværk for evangelisk-lutherske kristne, som ønsker at fastholde Bibelen og folkekirkens bekendelser som autoritet for livet i kirken. Dette søgte man at formulere i "Odense-erklæringen", som er en aktualisering af, hvad der allerede er sagt i Bibelen og kirkens bekendelser, og som er ELNs grundlagsdokument.
ELNs formål er tofoldigt: Man vil tale med en bibelsk røst i kirke og samfund i Danmark, og man vil skabe fællesskab mellem menigheder og kristne, som ønsker at kirkens liv og mission skal være båret af tillid til Bibelen. Der kan alle, som er enige i Odense-erklæringens anliggende, blive medlem af ELN.
ELN ledes af en landsledelse med 7-9 medlemmer, og som en til to gange årligt mødes med repræsentantskabet, for at drøfte aktuelle kirkelige spørgsmål og arbejdet i ELN. Derud over er en del frivillige engageret i arbejdet.

## Medlemmer
Netværket består af personlige medlemskaber på den ene side og desuden af evangelisk lutherske menigheder i Danmark. Bl.a. Skjern Bykirke, Århus Bykirke, Kristkirken i Kolding , Kronjyllands Valgmenighed og Herning Bykirke.